# エキッシュ
エキッシュ (ekiSh) は、携帯電話のGPS機能を利用した位置情報ゲーム。2010年12月7日サービス開始、2016年5月31日正午をもってサービス終了した。日本全国の実在の鉄道駅を対象とした鉄道スタンプラリーゲームである。キャッチフレーズは「日本全駅、集めて、集めまくる。」
登録は無料だが、携帯電話のメールアドレス（キャリアメール）が必要となる。対応機種はau、docomo、SoftBankのGPS機能（簡易GPSを除く）対応の携帯電話やスマートフォンである。駅に訪れた際にGPSを送信後、最寄りの駅へのチェックインが可能で、スタンプやバッジ、グッズといったデジタルコンテンツをコレクションできる。

## 内容
称号
総チェックイン、総移動距離、獲得グッズ数に応じて変動する。
総チェックイン
今までの駅へのチェックイン回数。
総移動距離
今までに移動した駅から駅への総移動距離。
ekiShポイント
駅へチェックインすると付与されるポイント。グッズを購入する際に使用される。

## ekiShコレクション
スタンプ
初めて訪れた駅へチェックインすると、該当駅のスタンプが付与される。
バッジ
チェックインした駅の駅名や購入したグッズ、スタンプ数や全駅踏破した路線など、様々な条件に応じてバッジが付与される。
グッズ
各駅にはエキスクと呼ばれる仮想の売店があり、ご当地グルメや観光地、ハローキティなどのグッズが販売されている。グッズによってekiShポイントで購入できるものと、電子マネー、クレジットカードでのみ購入できるものがある。